# Dannet
Dannet este o comună rurală din departamentul Arlit, regiunea Agadez, Niger, cu o populație de 6.252 de locuitori (2001).